# Tengőd
Tengőd je obec v Maďarsku v župě Somogy.
V roce 2011 zde žilo 492 obyvatel.

## Sousední obce
Bábonymegyer, Bedegkér, Iregszemcse (Tolna), Kánya, Tab